# Microplumeria
Microplumeria là chi thực vật có hoa trong họ Apocynaceae.